# Fausto Coppi
Vous lisez un « article de qualité » labellisé en 2013.
Pour les articles homonymes, voir Coppi.
Angelo-Fausto Coppi, dit Fausto Coppi, né le 15 septembre 1919 à Castellania dans le Piémont et mort le 2 janvier 1960 à Tortone, est un cycliste italien. Professionnel de 1940 à 1959, il est considéré comme l'un des plus grands coureurs de l'histoire du cyclisme, ce qui lui vaut le surnom de « campionissimo ». Premier coureur à réaliser le doublé Tour d'Italie-Tour de France en 1949 (exploit réédité en 1952), il remporte notamment cinq Tours d'Italie, deux Tours de France, cinq Tours de Lombardie, trois Milan-San Remo, un Paris-Roubaix, une Flèche wallonne, quatre Championnats d'Italie sur route et trois championnats du monde : un sur route et deux en poursuite. Il détient également le record de l'heure de 1942 à 1956. Sa carrière a été marquée par sa rivalité avec Gino Bartali. Coureur complet, son palmarès compte des victoires majeures dans différents types de compétition, sur route et sur piste. Il a acquis nombre de victoires au bout de longues échappées solitaires.
Il est également reconnu pour avoir changé l'approche de la compétition cycliste par son intérêt pour la diététique, le dopage aux amphétamines, les évolutions techniques de la bicyclette, les méthodes d'entraînement, la médecine sportive. Il meurt prématurément en 1960, mal soigné après avoir contracté la malaria en Haute-Volta.

## Biographie

### Sa jeunesse
Fausto Coppi est né le 15 septembre 1919 à Castellania, petit village de quelques dizaines d'habitants de la province d'Alexandrie. Fils de Domenico Coppi et d’Angiolina Boveri, il est le quatrième d’une famille de cinq enfants. Ses parents sont d'humbles paysans, et Fausto les aide dans les difficiles travaux des champs entre douze et treize ans.
Sa première bicyclette est un vieux vélo, au cadre « beaucoup trop grand pour lui, à l'émail éclaté ou fortement craquelé de partout », et il admire le champion italien de sa région Costante Girardengo. À 14 ans, il devient commis-charcutier à Novi Ligure, à 20 km de chez lui. Il s'y rend à bicyclette, et effectue donc deux fois cette distance chaque jour, en plus des livraisons. En 1935, son oncle Fausto, officier dans la marine marchande, voyant son intérêt pour le cyclisme, lui donne 400 lires afin qu'il s'achète un vélo de course. Avec celui-ci, le jeune Fausto s'entraîne, tout en conservant son emploi à Novi Ligure. En 1937, il dispute ses premières courses pour non-licenciés et gagne pour la première fois lors de la dernière course de l'année. Entrevoyant une carrière cycliste, il décide en 1938 de revenir à Castellania, où il peut s'entraîner davantage tout en aidant son père aux champs, et prend une licence amateur. Il gagne sa première course en tant que licencié en fin d'année, à Castelletto d'Orba.

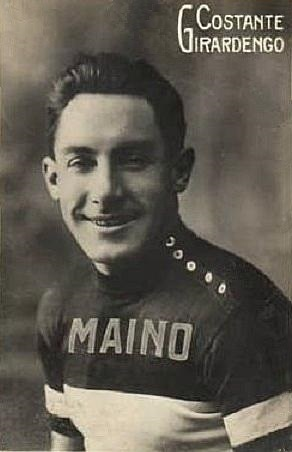
Costante Girardengo.

C’est à partir cette année qu'il est appelé par Biagio Cavanna à faire partie des coureurs dont il s'occupe. Cavanna est un masseur réputé de grands sportifs, dont Costante Girardengo. Il est devenu aveugle quelque temps plus tôt. Étant client de la boucherie qui employait Fausto Coppi, celui-ci le connaissait depuis plusieurs années. Cavanna l'incite à prendre en 1939 une licence d'« indépendant », statut intermédiaire entre amateurs et professionnels, permettant de disputer quelques courses avec ces derniers. En mai, Coppi remporte une épreuve du championnat d'Italie des indépendants, avec sept minutes d'avance sur les suivants. Il gagne de la même manière la Coupe de la ville de Pavie. Cavanna estime qu'il est temps pour lui de se frotter aux professionnels et l'inscrit au Tour du Piémont, auquel participe Gino Bartali, vainqueur du dernier Tour de France. Cavanna a auparavant parlé de Coppi à Eberardo Pavesi, directeur de l'équipe Legnano de Bartali : ce Tour du Piémont est donc un test pour un éventuel passage chez les professionnels. En raison de cet engagement, Fausto Coppi doit repousser une proposition de Girardengo, qui souhaite le recruter dans l'équipe Maino.
Coppi est la révélation de ce Tour du Piémont. Se trouvant encore parmi les favoris après 200 km, il attaque à Castelnuovo et se retrouve seul en tête à 40 km de l'arrivée. Sa course est cependant stoppée par un saut de chaîne dans la côte de Moriondo. Replaçant sa chaîne sur un braquet trop grand, il peine dans l'ascension et est rattrapé par Bartali. Surpris de voir le jeune Coppi parvenir à le suivre, il lui demande de collaborer à l'échappée, avec trois autres coureurs. Bartali s'échappe ensuite seul dans la col de la Rezza et part gagner à Turin. Coppi prend la troisième place et est félicité par le vainqueur. Dès le soir de la course, Eberardo Pavesi signe un contrat avec Coppi, l'engageant dans l'équipe Legnano pour une durée d'un an renouvelable. Coppi termine l'année 1939 en indépendant. Il gagne d'autres courses, dont le difficile circuit de Varèse, dernière épreuve du championnat des indépendants. En fin d'année, il est deuxième de la Coppa Bernocchi, course professionnelle, puis troisième du Tour de la province de Milan, course dans laquelle il est associé à Severino Rigoni : il bat lors de la poursuite le champion d'Italie Olimpio Bizzi.

### L'avènement au Tour d'Italie 1940
Durant ses premiers mois au sein de la Legnano, Coppi est une aide précieuse pour la victoire de Gino Bartali lors de la classique Milan-San Remo. Après avoir contesté la tactique proposée par Bartali et obtenu gain de cause auprès du directeur d'équipe Eberardo Pavesi, Fausto Coppi respecte son engagement en poursuivant toutes les échappées, jusqu'à épuisement. Il prend finalement la huitième place. Durant ce début d'année, il est 21e du Tour de Toscane et 12e du Tour du Piémont. Il connaît toutefois des périodes de découragement.

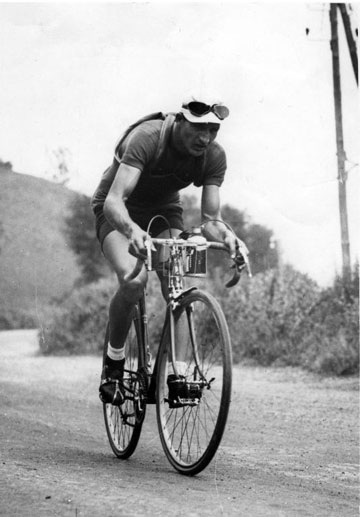
Gino Bartali

Le Tour d'Italie, qui part de Milan le 19 mai, est annoncé comme un duel entre Bartali et Giovanni Valetti, mais également entre leurs équipes respectives, Legnano et Bianchi. Lors de la deuxième étape, Bartali tombe dans la descente du col de la Scoffera en voulant éviter un chien : il arrive plus de cinq minutes après le vainqueur, Pierino Favalli. Bien qu'un médecin lui prescrive un repos de cinq jours après avoir constaté une hémorragie interne au genou, Bartali continue la course. Deux jours plus tard, Coppi est autorisé à se lancer seul à la poursuite des échappées. Il est deuxième à Grossetto, derrière Adolfo Leoni de la Bianchi, et malgré la rupture d'une manivelle dans les derniers hectomètres, qui occasionne une chute et un bris de selle, il accède à la deuxième place du classement général. Il recule à la quatrième place lors de la huitième étape, entre Fiuggi et Terni, à cause d'une chute qui lui fait perdre trois minutes. Alors que le Giro arrive à sa moitié, Pavesi ne fait plus de Coppi un équipier, mais le second de Bartali, qui a désormais un quart d'heure de retard au classement général. Lors de la onzième étape, Coppi attaque à l'Abetone. Il rattrape Ezio Cecchi, échappé plus tôt, et effectue le reste de la course seul, augmentant ainsi son avance dans les différents cols. Il gagne l'étape à Modène avec 3 min 45 s d'avance sur ses suivants, et prend le maillot rose avec une minute d'avance. Alors que Bartali, toujours souffrant et perdant du temps de jour en jour, songe à abandonner, il est convaincu par Pavesi de continuer en se mettant au service de Coppi. Lors de la 17e étape, les deux coureurs s'échappent en début de parcours et passent ensemble les cols du Falzarego, du Pordoi et de la Sella, non sans se mettre mutuellement à l'épreuve. Bartali gagne l'étape et Coppi garde le maillot rose. Bartali s'impose à nouveau lors de la 19e étape à Vérone. Lors de la dernière étape, Coppi est retardé par un saut de chaîne et pénètre dans l'Arena de Milan 32 secondes après ses adversaires. Ce retard est sans conséquence : il gagne son premier Giro dès sa première participation, avec 2 min 40 s d'avance sur Enrico Mollo et 11 min 45 s sur Giordano Cottur. Bartali termine à la neuvième place et gagne le Grand Prix de la montagne,. Coppi est alors âgé de vingt ans, huit mois et vingt-cinq jours, record de précocité pour cette course. Il gagnera encore quatre fois le Giro entre 1947 et 1953, devenant avec cinq succès le recordman de l'épreuve avec Alfredo Binda et Eddy Merckx.

### Les années de guerre
Incorporé plus tôt dans le 38e régiment d'infanterie de Tortona, Fausto Coppi a bénéficié d'une permission pour disputer ce Giro. Il a également la possibilité de s'entraîner durant la journée et de rentrer le soir à la caserne. Peu après ce premier grand succès, il obtient un premier titre sur piste en battant au championnat d'Italie de poursuite le tenant du titre Olimpio Bizzi, au vélodrome Vigorelli de Milan. En octobre, le Tour de Lombardie n'a plus d'enjeu pour le championnat d'Italie : Bartali a obtenu suffisamment de points lors des précédentes épreuves pour emporter le titre, et est même autorisé à revêtir le maillot tricolore lors de cette dernière course. Malgré deux crevaisons, une chute et un saut de chaîne, Fausto Coppi est l'un des cinq coureurs en tête au col du Ghisallo. Il distance ses adversaires et se trouve seul en tête, puis est rattrapé par Bartali. Celui-ci le distance peu avant le sommet et s'en va gagner. Coppi est seizième de cette course et sixième du championnat d'Italie. En décembre, il est invité à affronter au vélodrome d'Oerlikon, près de Zurich, le jeune champion suisse Ferdi Kübler dans une épreuve de poursuite. Devant le public suisse persuadé de la victoire de son champion, Coppi inflige une large défaite à Kübler, le rattrapant avant la fin des cinq kilomètres de course.
En 1941, du fait de la Seconde Guerre mondiale, le Tour d'Italie n'est plus disputé. Fausto Coppi fait en revanche main basse sur les classiques italiennes. Il commence, au printemps, par battre Bartali chez lui au Tour de Toscane, pour sa première victoire sur ce type de course. Il gagne ensuite le Tour de Vénétie, le Tour d'Émilie et les Trois vallées varésines. En fin d'année, il s'incline au sprint lors de la Coupe Marin, à Pavie, battu par Bartali qui le considère désormais comme son principal adversaire. Coppi gagne aussi le Tour de la province de Milan, en duo avec Mario Ricci, et conserve le titre de champion national de poursuite. La fin d'année est marquée par la mort de son père. Très affecté, c'est poussé par son frère Livio que Fausto Coppi finit par reprendre l'entraînement.
Encore hors de forme lors de Milan-San Remo en début d'année 1942 (21e), Coppi obtient plusieurs places d'honneur durant le printemps. Le championnat d'Italie, disputé cette fois lors d'une épreuve unique en juin, est l'occasion d'un premier vrai affrontement avec Bartali cette saison. Coppi parvient seul à rattraper deux échappés qui comptaient plus de quatre minutes d'avance, Bizzi et Ricci, et à battre ce dernier au sprint à Rome. Il décroche son premier titre de champion d'Italie sur route. Quelques jours plus tard, il s'aligne au championnat de poursuite. Il se fracture cependant une clavicule en tombant à l'échauffement. Son adversaire en finale, Cino Cinelli, accepte de repousser la finale au mois d'octobre. Remis de sa blessure, Coppi bat Cinelli et obtient son troisième titre de champion.

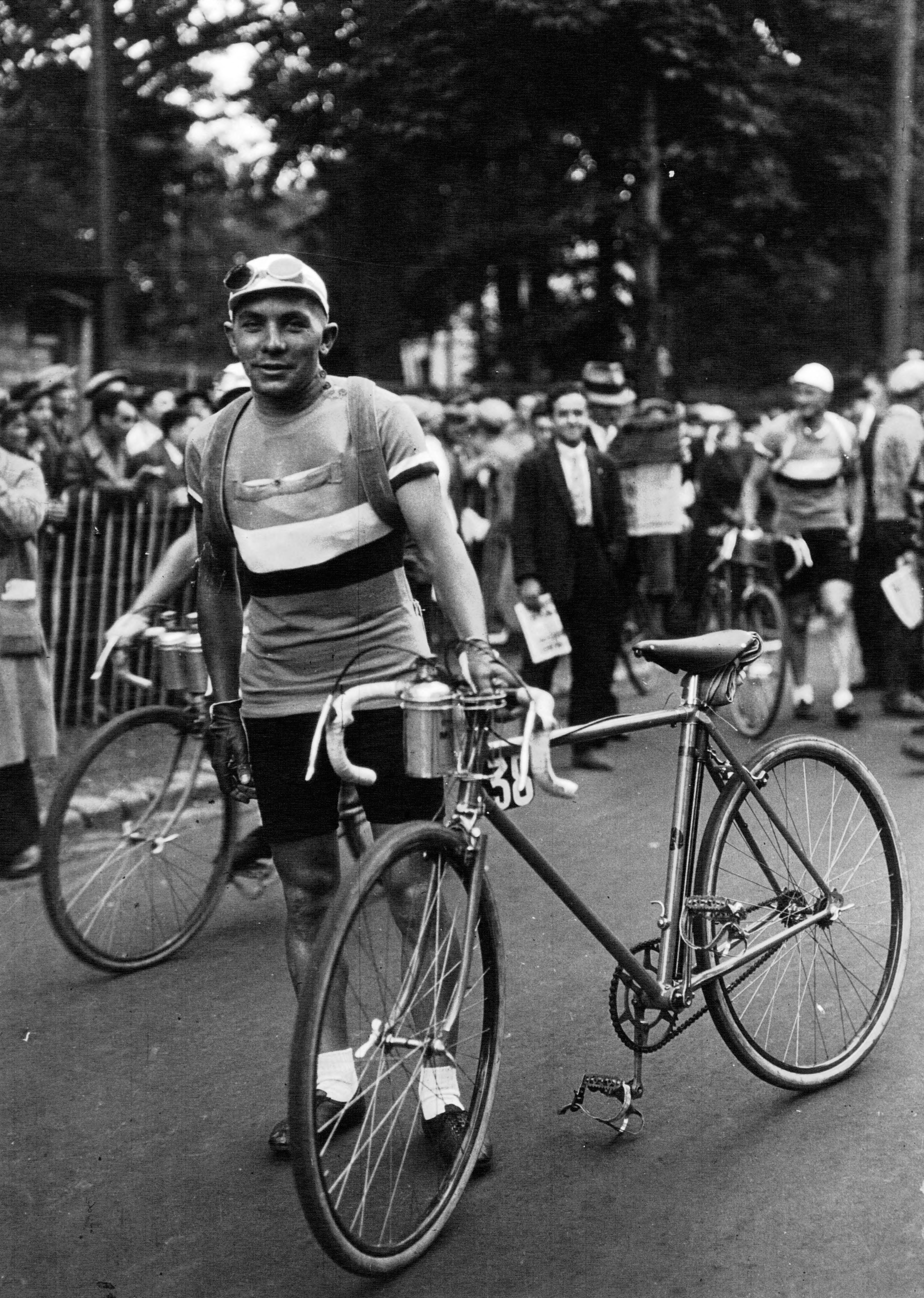
Maurice Archambaud, précédent détenteur du record de l'heure, ici en 1932

Le 7 novembre, au vélodrome Vigorelli, il devient le nouveau détenteur du record de l'heure, le précédent ayant été établi par le Français Maurice Archambaud en 45,840 km. Quelques jours auparavant, Fiorenzo Magni tente aussi de battre ce record et échoue, parcourant 44,440 km. Coppi bat le record d'Archambaud de 31 mètres, soit 45,871 kilomètres parcourus. Cette performance est mise en doute, entre autres par Archambaud. L'absence des sacs de sable réglementaires au bord de la piste (absence visible sur photographies) et un tableau de marche présentant des anomalies (des tours de piste trop lents et d'autres accomplis « à la vitesse d'un sprinteur ») étayent ces remises en question. Le record n'est homologué qu'en février 1947 « après d'interminables discussions, le dossier n'ayant pas été déposé à l'Union cycliste internationale dans les délais réglementaires de six mois ». En 1948, une nouvelle réglementation ramène le record à 45,798 km et celui d'Archambaud à 45,767 km. Coppi ne tente pas d'améliorer son record, qui est battu en 1956 par Jacques Anquetil.
Alors qu'il bénéficiait jusque-là de la bienveillance d'un colonel passionné de cyclisme, Coppi se retrouve sous les ordres d'un nouveau colonel qui suspend ses permissions. En mars 1943, il est envoyé avec son régiment en Tunisie. Les troupes italiennes y font face aux unités du général Montgomery. Coppi est fait prisonnier par les Anglais au cap Bon le 13 avril 1943. Il est détenu au camp de Medjez el-Bab, puis à celui de Blida en Algérie. Il y devient chauffeur de poids lourds, ce qui lui permet en février 1945 d'être affecté à un camp de la Royal Air Force à Caserte, et donc de rentrer en Italie. Faisant connaître son désir de reprendre le cyclisme, il est engagé temporairement par une entreprise napolitaine nommée Nulli, et bénéficie d'une permission pour aller disputer une première compétition au vélodrome Appio de Rome, puis d'autres dans le sud du pays. Il en remporte d'ailleurs deux, en solitaire. À la fin du conflit en mai 1945, Coppi est libéré et rentre à Castellania. Il ne tarde pas à reprendre sa domination sur les pistes et les routes d'Italie, gagnant le Circuit des As au Vigorelli, le circuit de Lugano, le circuit d'Ospedaletti. Lors de Milan-Varzi, il se classe deuxième. Son frère Serse, qui a pris une licence amateur en 1941 et qui court alors en indépendant, gagne la course. En cette fin d'année 1945, Fausto Coppi épouse Bruna et s'installe avec elle à Sestri. Il connaît un premier accès de malaria, pour lequel il subit un traitement à base de quinine.

### Début d'une période de domination sur le cyclisme

#### 1946
En 1946, Fausto Coppi n'est plus membre de la Legnano, contrairement à Bartali, mais est désormais membre de l'équipe Bianchi. Lors de la première course de l'année, Milan-San Remo, il réalise l'un des grands exploits de sa carrière. Dès le début de course, il accompagne un groupe de coureurs échappés. Dans le col de Turchino, seul le Français Lucien Teisseire l'accompagne, avant de lâcher prise. Coppi effectue seul les 140 derniers kilomètres et s'impose à San Remo, après 270 kilomètres d'échappée, avec quatorze minutes d'avance sur Teisseire, et plus de 18 sur les suivants, dont Mario Ricci troisième et Gino Bartali, quatrième,.
Coppi rencontre de nouveau Bartali en mai au Championnat de Zurich, et se sent trahi par lui. Les deux champions, échappés ensemble, s'étaient entendus et Bartali ne devait pas contester la victoire. Au lieu de cela, il passe Coppi sur la ligne d'arrivée. Coppi s'impose quelques jours plus tard au Tour de Romagne, et aborde le Tour d'Italie où un duel avec Bartali est annoncé. Lors de la cinquième étape, il s'impose à Bologne. Il est cependant tombé et il souffre d'une côté fêlée. Affaibli, il perd quatre minutes sur Bartali lors de la neuvième étape. À l'issue de la douzième étape, le docteur Campi lui conseille de se retirer ; il poursuit néanmoins et attaque lors des étapes suivantes. Lors de la quinzième étape, il est suivi par Bartali. Ils arrivent ensemble à Auronzo : Coppi gagne et Bartali prend le maillot rose. Le lendemain, Coppi attaque dans le Falzareggo et parvient à semer Bartali. Il se retrouve seul à 150 km de l'arrivée. Son avance culmine à cinq minutes et il est alors virtuellement maillot rose. À l'arrivée, Bartali n'a plus qu'une minute et douze secondes de retard et sauve sa place, grâce à l'aide d'Aldo Bini. Lors de la dernière étape dans les Dolomites, Coppi attaque à 30 km de l'arrivée, alors que Bartali est arrêté par une crevaison. Celui-ci parvient tout de même à garder la première place, pour 47 secondes. Le classement général ne change plus. Coppi gagne la dernière étape mais en est déclassé pour un sprint irrégulier.
Au championnat du monde sur route à Zurich, Coppi et Bartali sont considérés comme favoris. Coppi perd ses chances de victoire à cause d'une crevaison. En septembre, il se rend pour la première fois en France. En l'espace de quatre jours, il y gagne le Critérium du Trocadéro et le Grand Prix des Nations. Après une victoire à Lugano, il termine sa saison sur route au Tour de Lombardie, qu'il gagne en solitaire. Sa saison sur piste, en fin d'année, à Paris et à Bruxelles, est moins fructueuse.

#### 1947
En 1947, la rivalité de Bartali et Coppi prend de l'ampleur. Le premier gagne Milan-San Remo en début de saison, puis Coppi le devance en mai au Tour de Romagne. Tous deux sont favoris du Giro. Ils s'affrontent une première fois lors de la quatrième étape, que Coppi gagne tandis que Bartali prend le maillot rose. Quelques jours plus tard, Coppi est près d'abandonner après que son frère Serse a été renversé par une moto pendant la course. Il poursuit et gagne la neuvième étape. Il attaque lors de l'étape Pieve di Cadore – Trente et s'impose en solitaire avec plus de quatre minutes d'avance sur un groupe comprenant Bartali. Il est désormais premier du classement général et ne quitte plus cette place jusqu'à la fin de la course. Il gagne son deuxième Giro.
Une semaine après cette victoire, il obtient un nouveau titre de champion d'Italie de poursuite. En juillet, il participe aux championnats du monde sur piste à Paris. En demi-finale de la poursuite, il domine le favori Gerrit Schulte. Il bat en finale son compatriote Antonio Bevilacqua et s'adjuge son premier titre mondial.
En août, il est cinquième du Tour de Suisse, dont il gagne une étape, puis domine le Tour de Vénétie après 170 km d'échappée en solitaire. En septembre, à l'issue de la cinquième et dernière épreuve du championnat d'Italie, la Coppa Bernocchi, il s'adjuge un nouveau titre national. Le même mois il gagne À travers Lausanne et le Tour d'Émilie en étant encore échappé seul pendant 170 km. Il surclasse une nouvelle fois la concurrence au Tour de Lombardie, couru dans le froid et la boue, et termine la saison sur route avec une deuxième victoire au Grand Prix des Nations. Durant l'hiver qui suit, Coppi est invaincu lors des 21 poursuites qu'il dispute. Il devient particulièrement populaire auprès du public parisien du Vélodrome d'Hiver.

#### 1948
Après sa saison dans les vélodromes, Coppi revient à la route en Belgique, au Circuit Het Volk, course de 240 km caractérisée par ses pavés, et dont il dira qu'elle est « une des plus dures [qu'il ait] disputé ». Il s'y impose mais est rétrogradé à la deuxième place pour un changement non réglementaire de roue. Son succès est toutefois considéré comme une première pour un étranger en Belgique, depuis ceux des frères Pélissier.
Cinq jours plus tard, le Milan-San Remo est le premier disputé dans le cadre du nouveau challenge Desgrange-Colombo. Rassemblant neuf courses majeures en Belgique, en France et en Italie, ce challenge incite les coureurs à se rendre davantage à l'étranger et accroît l'intensité et l'intérêt des compétitions. Coppi s'impose à San Remo avec près de six minutes d'avance, en ayant parcouru seul les 40 derniers kilomètres. Bartali est relégué à onze minutes et se console avec le Tour de Toscane.
Au Tour d'Italie, le duel annoncé entre Coppi et Bartali n'a pas lieu. Le marquage auquel se livrent les deux coureurs permet à d'autres, Fiorenzo Magni, Ezio Cecchi, de prendre le large au classement général. Dans les Dolomites, lors des 16e et 17e étapes, Coppi refait une partie de son retard en s'imposant les deux fois en solitaire. À l'issue de la 17e étape, Magni s'empare du maillot rose après avoir bénéficié de l'aide de supporters dans l'ascension du Passo Pordoi. Les équipes de Coppi et Cecchi portent réclamation et Magni reçoit une pénalité de deux minutes. Jugeant la sanction trop faible, Coppi et l'équipe Bianchi quittent le Giro, que Magni remporte.
En juillet, il laisse Gino Bartali représenter l'Italie au Tour de France : « la présence de Bartali suffit, et il est inutile que deux champions d'un même pays luttent entre eux sur terre étrangère. » Bartali remporte sa deuxième « grande boucle ». Coppi le retrouve en août, aux Trois vallées varésines et le bat après être resté « dans sa roue » pour rejoindre un groupe d'échappés. La rivalité entre les deux coureurs atteint un sommet au championnat du monde sur route à Fauquemont aux Pays-Bas. Les deux champions s'observent durant la course et laissent plusieurs coureurs s'échapper, chacun préférant s'assurer que l'autre ne gagne pas. Ils finissent par se retirer de la course, consternant leurs publics et leurs dirigeants. En septembre, la fédération italienne prononce une suspension de deux mois à leur encontre,.

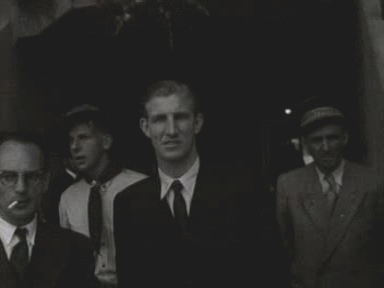
Gerrit Schulte, champion du monde de poursuite en 1948 devant Coppi, ici en 1951

Trois jours après le championnat sur route, Coppi dispute le championnat du monde de poursuite et s'incline en finale face à Gerrit Schulte. La sanction frappant Coppi et Bartali est levée afin qu'ils puissent disputer le Tour d'Émilie. Coppi s'y impose et termine deuxième du championnat d'Italie, dont le Tour d'Émilie est la cinquième et dernière épreuve, à un point de Vito Ortelli. Fin octobre, Coppi domine le Tour de Lombardie en battant le record de vitesse, le record d'ascension du col de Ghisello et en arrivant avec près de cinq minutes d'avance sur le deuxième.
C'est durant cette année, lors des Trois vallées varésines, que Coppi rencontre pour la première fois Giulia Occhini, qui devient une admiratrice, puis sa maîtresse et son épouse quelques années plus tard.

### 1949: le premier doublé Tour d'Italie-Tour de France
Pour la troisième et dernière fois de sa carrière, Fausto Coppi remporte la classique Milan-San Remo en début de saison 1949. Il s'impose seul, avec plus de 4 minutes d'avance sur le deuxième. En avril, il gagne au vélodrome Vigorelli un match de poursuite contre Gerrit Schulte, qu'il a battu auparavant lors d'une des deux seules poursuites auxquelles il a participé durant l'hiver. Trois jours plus tard, il est troisième de la Flèche wallonne, remportée par Rik Van Steenbergen qui est revenu dans la final grâce à l'aide des voitures suiveuses. Il dispute son premier Paris-Roubaix. Il en prend la douzième place tandis que son frère Serse, vainqueur du sprint du peloton, est déclaré vainqueur ex æquo neuf mois après la course : à l'arrivée, les coureurs de tête sont mal aiguillés, n'arrivent pas au vélodrome de Roubaix par l'entrée prévue et les frères Coppi posent une réclamation qui ne trouve une réponse définitive qu'au congrès de l'UCI en fin d'année.
De retour en Italie, Fausto Coppi écrase le Tour de Romagne en étant échappé en solitaire pendant plus de 60 kilomètres.
Au Tour d'Italie, il s'impose une première fois lors de la quatrième étape, battant au sprint Adolfo Leoni et Gino Bartali. Accusant près de dix minutes de retard sur Leoni, porteur du maillot rose, Coppi passe à l'attaque dans les Dolomites, lors de la onzième étape. Il s'impose avec près de sept minutes d'avance sur Bartali, Leoni, qui garde la première place. Lors de la 17e étape, « une des plus dures que connut le Giro durant son histoire », Coppi accomplit l'un de ses plus grands exploits. S'échappant dans le col de la Madeleine, il parcourt seul les 190 derniers kilomètres. Il arrive avec 12 minutes d'avance sur Bartali, deuxième. Après cette démonstration, Coppi gagne le Giro, Bartali finissant deuxième à 23 min 47, et apparaît comme le favori du Tour de France. Ses exploits lors de ce Tour ont été narrés par Dino Buzzati, qui suivait la course en tant que journaliste au Corriere della Sera, et qui sous-titre l'ensemble de ses chroniques « Le duel Coppi - Bartali ».
Coppi conditionne sa première participation au Tour avec l'équipe d'Italie à l'absence de Bartali, souhaitant avoir une équipe soudée autour de lui. Plusieurs réunions sont nécessaires au directeur de l'équipe italienne, Alfredo Binda, pour accorder les deux champions, dont la dernière à Chiavari aboutit à la signature d'un document transcrivant leurs « droits et devoirs »,. Après que les Italiens ont perdu du temps lors des premières étapes, Coppi décide d'attaquer lors de Rouen-Saint-Malo (5e étape). Alors qu'il est dans le groupe de tête, il chute avec le maillot jaune Jacques Marinelli. Il doit attendre sept minutes pour voir arriver son vélo de remplacement. Bien qu'attendu dans un premier temps par ses équipiers, dont Bartali, Coppi perd encore du temps, « pédale presque à une cadence de facteur » et arrive avec 18 min 40 de retard. Reprochant au directeur d'équipe Binda de ne pas avoir été derrière lui pendant l'échappée, il décide alors d'abandonner avant de se raviser. Trois jours plus tard, il gagne le contre-la-montre entre Les Sables-d'Olonne et La Rochelle. Dans les Pyrénées, les Italiens prévoient que Coppi et Bartali s'échappent ensemble. Ils ne parviennent pas à mettre leur plan à exécution, mais Coppi est troisième d'étape et remonte à la huitième place du classement général. Lors de la première étape alpestre, entre Cannes et Briançon, Coppi et Bartali parviennent cette fois à s'échapper ensemble. Ils collaborent en bonne entente et Coppi laisse à Bartali la victoire d'étape, le jour de ses 35 ans. Celui-ci est désormais maillot jaune, devant Coppi. Le lendemain, dans l'ascension du col du Petit-Saint-Bernard, ils procèdent de la même manière. Bartali subit cependant une crevaison. Coppi reçoit l'autorisation de ne pas l'attendre. Il gagne à Aoste avec près de 5 minutes d'avance sur Bartali, 10 sur Jean Robic, et prend le maillot jaune. Lors du contre-la-montre entre Colmar et Nancy, il écrase la concurrence. Il rejoint Jean Robic et Stan Ockers, partis respectivement 8 et 12 minutes avant lui, et met hors-délai 20 coureurs, repêchés par la direction de course. Il gagne avec 7 minutes d'avance sur Bartali, deuxième. Il devient le premier coureur à gagner la même année Tour d'Italie et Tour de France. Depuis sept coureurs ont remporté le Tour de France et le Tour d'Italie la même année : Jacques Anquetil en 1964, Eddy Merckx en 1970, 1972 et 1974, Bernard Hinault en 1982 et 1985, Stephen Roche en 1987, Miguel Indurain en 1992 et 1993, Marco Pantani en 1998, et Tadej Pogačar en 2024.
Après ces deux succès majeurs, Coppi échoue dans sa quête d'un titre de champion du monde sur route, sur un parcours plat, à Copenhague. Échappé en fin de course avec Rik Van Steenbergen et Ferdi Kübler, il tente plusieurs attaques et est battu au sprint par ces deux coureurs. Il décroche en revanche un nouveau titre en poursuite. En gagnant en solitaire le Tour de Vénétie, il s'adjuge également le championnat d'Italie sur route. Il termine cette saison, « la plus brillante de sa carrière », en gagnant le Tour de Lombardie dont il bat le record de vitesse. Il est lauréat de la deuxième édition du challenge Desgrange-Colombo, en ayant remporté quatre des dix courses qui le composent.

### 1950: victoire à Paris-Roubaix

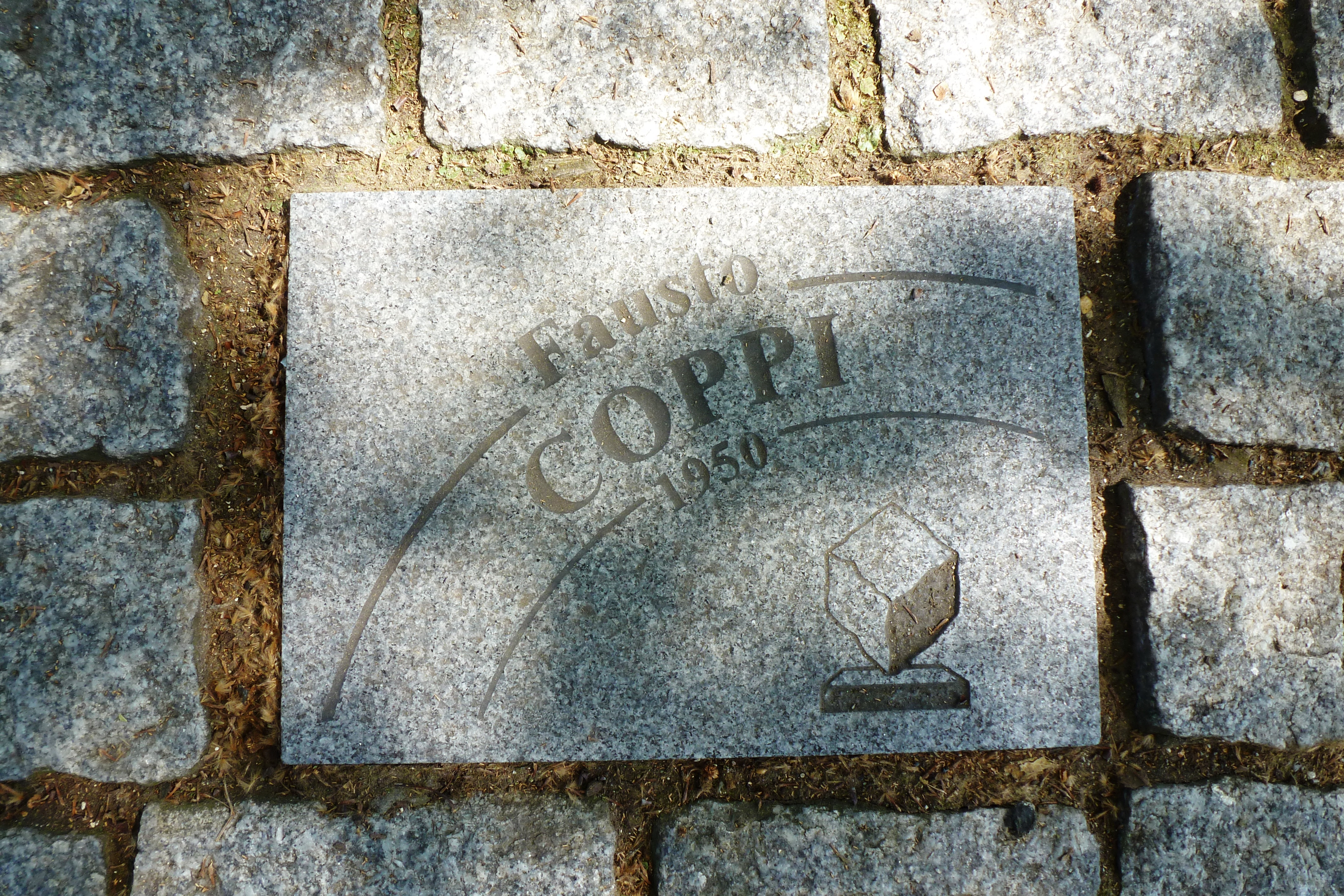
Pavé Fausto Coppi, sur l'allée Charles Crupelandt à Roubaix

Lors du Milan-San Remo 1950, Fausto Coppi connaît une déception : bien qu'il ait démontré sa supériorité en rejoignant le groupe de tête après une crevaison, il voit Gino Bartali gagner au sprint. Rassuré sur sa forme après une victoire au Tour de la province de Reggio de Calabre, il se concentre sur Paris-Roubaix. Il y obtient une de ses plus grandes victoires. Il réalise une nouvelle démonstration, parcourant seul les 40 derniers kilomètres et arrive avec 3 minutes d'avance sur Maurice Diot, deuxième, qui l'accompagnait avant sa dernière attaque. Celui-ci, considérant Coppi « hors-concours », déclare : « J'ai gagné Paris-Roubaix ! » Quelque temps plus tard, Coppi écrase la Flèche wallonne, arrivant avec 5 minutes d'avance sur le deuxième, après une échappée solitaire d'une centaine de kilomètres.
Après avoir pris la deuxième place de Rome-Naples-Rome, Coppi prend le départ du Tour d'Italie. Lors de la neuvième étape, il est victime d'une chute qui lui cause une triple fracture du bassin. Immobilisé un mois, il reprend la compétition en septembre. Il est deuxième du nouveau Grand Prix de Lugano contre-la-montre, cinquième du Tour du Piémont, troisième du Tour de Lombardie, et termine la saison avec une deuxième place au Trophée Baracchi, associé à Serse.

### 1951: la mort de Serse Coppi
Le début de saison 1951 de Fausto Coppi est gâché par une fracture de la clavicule, survenue lors d'une chute à l'arrivée de la classique Milan-Turin, début mars. Il reprend la compétition une semaine avant le Giro, au Tour de Romagne. Il en prend la deuxième place, battu au sprint par Fiorenzo Magni. Il prend ainsi le départ du Tour d'Italie rassuré et confiant. Il en gagne la sixième étape, un contre-la-montre. Deux étapes plus tard, il doit cependant abandonner tout espoir de gagner ce Giro et reporte ses ambitions sur les étapes des Dolomites. Lors de la 17e étape, il accompagne Louison Bobet dans une attaque au col de Misurina et prend la deuxième place de l'étape derrière lui. Il remporte l'étape suivante, courue entre Cortina d'Ampezzo et Bolzano, devançant au sprint les Suisses Ferdi Kübler et Hugo Koblet. Il termine quatrième de ce Giro, remporté par Fiorenzo Magni.
En préparant le Tour de France, Fausto Coppi dispute fin juin le Tour du Piémont. À l'arrivée, son frère Serse chute. Pris de maux de tête à son retour à l'hôtel, il est transporté à l'hôpital où il meurt. Brisé, Fausto Coppi déclare alors : « Je renonce au Tour de France et je renoncerai probablement au cyclisme. »

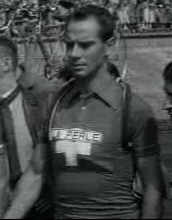
Hugo Koblet, vainqueur du Tour de France 1951

Il est tout de même au départ de la « grande boucle » à Metz, sans croire en ses chances de gagner : « J'ai décidé de participer à l'épreuve parce que cela me procurera une diversion morale. Parce que c'est mon devoir de coureur. » Il est troisième du contre-la-montre à Angers (7e étape). Dans les Pyrénées, après avoir suivi le groupe de tête entre Dax et Tarbes, il « livre un véritable festival » lors de l'étape Tarbes-Luchon, en compagnie de Koblet. Il passe en tête aux cols d'Aspin et de Peyresourde, mais doit s'incliner derrière Koblet à l'arrivée. Lors de la 16e étape, il « connaît l'une des plus grandes défaillances de sa carrière. » Aidé par ses équipiers, il échappe de peu à l'élimination. Retrouvant sa forme, et plus libre du fait de son retard au classement général, il s'échappe lors de la 20e étape, entre Gap et Briançon. Il gagne avec plus de 4 minutes d'avance sur le maillot jaune Hugo Koblet. Il termine le Tour à la dixième place.
Après avoir gagné deux critériums, Coppi, malade, doit renoncer à participer aux championnats du monde. En septembre, il gagne le Grand Prix de Brasschaat, puis encore le Grand Prix de Lugano contre-la-montre, où il rattrape Koblet, parti deux minutes avant lui. En fin de saison, il est troisième du Tour de Lombardie, battu au sprint par Louison Bobet et Giuseppe Minardi.

### Deuxième doubléGiro-Tour de France
Après avoir pris la quatrième place des Six Jours de Paris et la 37e place de Milan-San Remo, Fausto Coppi arrive à Paris-Roubaix avec des ambitions. Il y figure dans un groupe en tête de course, aux côtés de Ferdi Kübler, rejoint par Rik Van Steenbergen. Au vélodrome de Roubaix, celui-ci s'impose au sprint devant Coppi.
Coppi est au départ du Giro en mai, à Milan, avec un nouveau coéquipier, le Français Raphaël Géminiani. Il gagne la cinquième étape, un contre-la-montre, puis endosse le maillot rose à l'issue de la dixième étape, remportée par Van Steenbergen. Deux jours plus tard, Géminiani attaque, accompagné de Coppi. Celui-ci part seul dans l'ascension du Passo Pordoi et gagne l'étape avec plus de cinq minutes d'avance sur ses poursuivants. Il gagne le deuxième contre-la-montre (14e étape) et remporte ce Tour d'Italie avec plus de neuf minutes d'avance sur Fiorenzo Magni, 2e, et Ferdi Kübler, 3e. Il a en outre la satisfaction de voir Géminiani enlever le Grand Prix de la montagne convoité par Bartali.

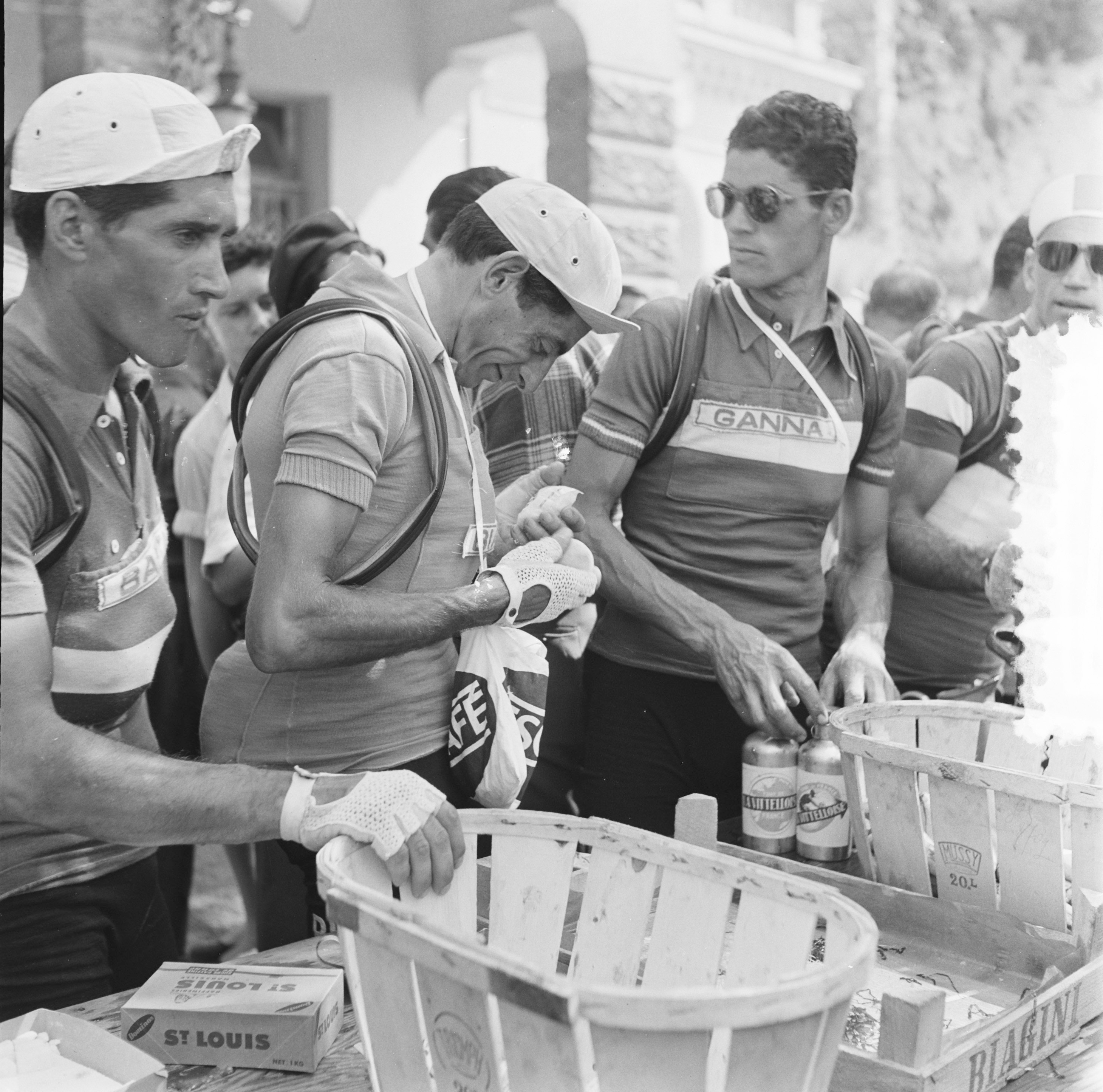
Giovanni Corrieri, Fausto Coppi et Mario Baroni, pendant le Tour de France 1952

Fausto Coppi refuse de disputer le Tour de France avec Gino Bartali, n'ayant pas confiance en la volonté de collaborer de celui-ci. Le désaccord est tel que l'Union vélocipédique italienne annonce renoncer à envoyer une équipe italienne au Tour, avant qu'un compromis n'intervienne quelques jours plus tard. Trois protagonistes importants des récents Tours de France et d'Italie sont absents : Louison Bobet, Hugo Koblet et Ferdi Kübler. Deuxième de la cinquième étape à Namur, Coppi gagne la septième étape, un contre-la-montre, malgré deux crevaisons. Lors de la dixième étape, le Tour arrive pour la première fois en haut de la montée de l'Alpe d'Huez. Jean Robic attaque au début de l'ascension, suivi par Géminiani, rapidement lâché, et Coppi. Celui-ci part seul, gagne l'étape avec 1 minute 20 d'avance sur Robic et prend le maillot jaune. Le lendemain, il s'échappe seul sur les pentes du Galibier et gagne à Sestrières avec 7 minutes d'avance. La domination de Fausto Coppi sur cette « grande boucle » est telle qu'à Perpignan, après la 15e étape, les organisateurs augmentent les prix alloués aux deuxième et troisième de la course, afin d'en maintenir l'intérêt et l'animation. Coppi s'impose à nouveau dans les Pyrénées à Pau, après être passé en tête aux cols de l'Aubisque et du Tourmalet, et au puy de Dôme. Il remporte ce Tour avec plus de 28 minutes d'avance sur Stan Ockers et plus de 34 sur Bernardo Ruiz. Aucun coureur ne s'est depuis imposé avec une telle avance. Comme lors de sa première victoire, Coppi s'adjuge également le Grand Prix de la montagne.
Blessé à l'omoplate à cause d'une chute en août, Coppi gagne en octobre le Grand Prix de Lugano contre-la-montre en battant le record de moyenne horaire et termine la saison avec une dernière victoire au Grand Prix de la Méditerranée.

### 1953: championnat du monde et Tour d'Italie
Le Tour d'Italie et le championnat du monde sur route sont les grands objectifs de l'année 1953 pour Fausto Coppi. Il gagne au sprint la 4e étape du Giro, marquée par la chute de l'autre favori, Hugo Koblet. Ayant bien récupéré, ce dernier prend le maillot rose et gagne la 8e étape, un contre-la-montre. L'équipe Bianchi remporte de peu le contre-la-montre par équipes, à Modène (11e étape). La 18e étape donne lieu à une poursuite entre Koblet, passé en tête au Passo Pordoi, et Coppi. Celui-ci dépasse le coureur suisse et est en tête au col de la Sella, puis est à son tour rejoint par Koblet. Coppi s'impose au sprint à Bolzano et Koblet garde la première place du classement général. Le lendemain, Coppi attaque dans l'ascension du Stelvio et gagne à Bormio. Koblet, qui n'a pas su le suivre, perd plus de 3 minutes et lui cède le maillot rose, à la veille de l'arrivée à Milan. Fausto Coppi gagne là son cinquième et dernier Tour d'Italie.

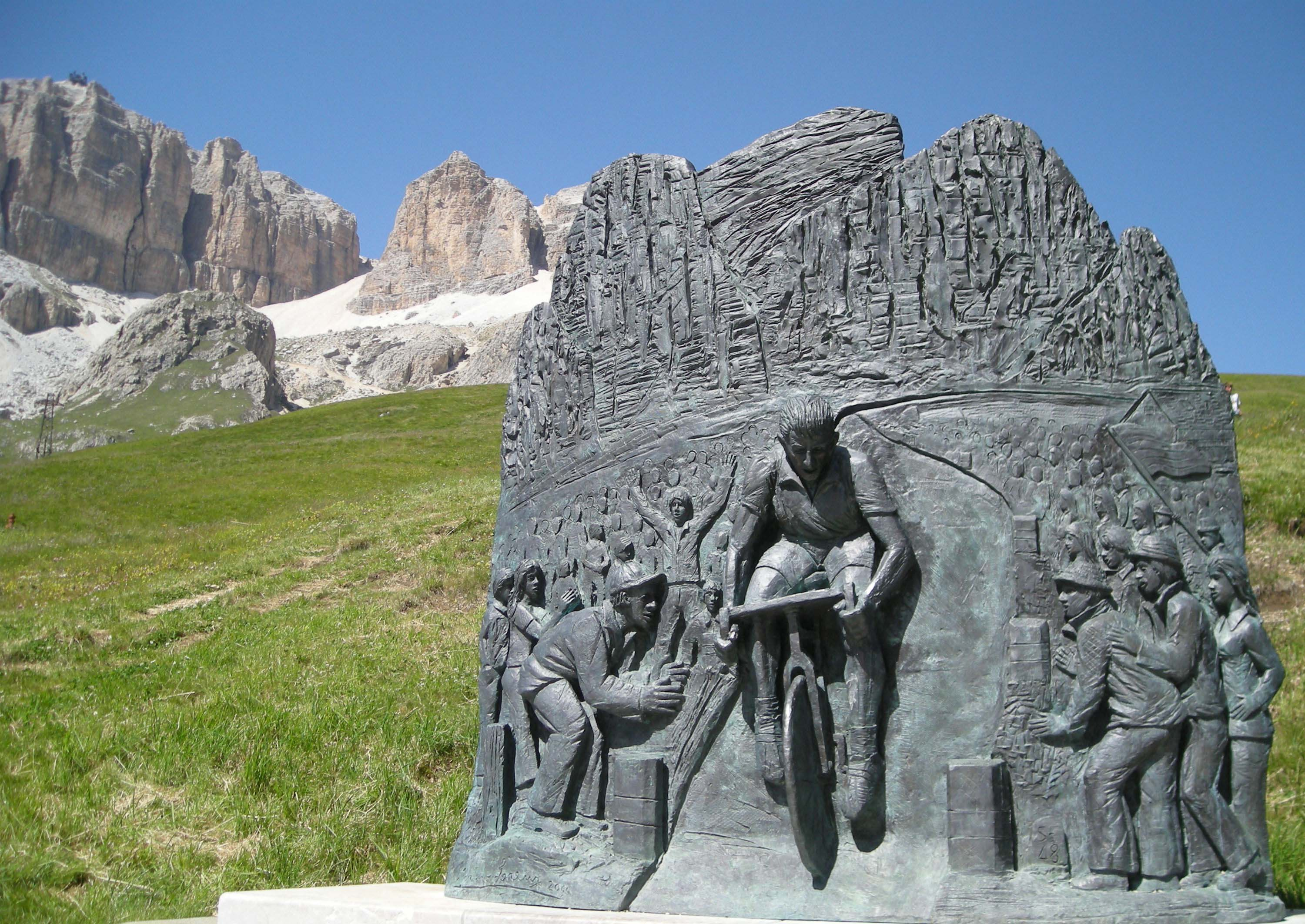
Monument érigé en hommage à Coppi le 2 juillet 2000 au col Pordoi (Dolomites) par la commune de Canazei

Coppi renonce au Tour de France afin de remporter un titre qui manque à son palmarès, le championnat du monde sur route, qui a lieu le 30 août, à Lugano. Charly Gaul et Giancarlo Astrua sont en tête de la course pendant 135 kilomètres, avant d'être rejoints par d'autres coureurs, dont Coppi. Celui-ci part lors d'une ascension de la Crespera de Breganzona. Seul le Belge Germain Derijcke parvient à l'accompagner, pendant 70 km. Voyant Derijcke faiblir, Coppi accélère sur la Crespera et le distance à une dizaine de kilomètres de l'arrivée. Il gagne la course avec 6 minute 16 secondes d'avance sur Derijcke, et plus de 7 sur Ockers, troisième. Comme Alfredo Binda en 1927, il s'adjuge le Giro et le maillot arc-en-ciel la même année.
Quelques jours plus tard, il bat lors d'un match de poursuite Sydney Patterson, vainqueur des deux derniers championnats du monde de la discipline, améliorant son record personnel, à 49,153 km/h de moyenne. En fin de saison, il est associé au champion du monde amateur Riccardo Filippi au Trophée Baracchi. Les deux coureurs s'imposent en battant le record de l'épreuve à une vitesse moyenne de 45,713 km/h.

### 1954-1955: derniers succès majeurs
Fausto Coppi commence la saison 1954 avec une victoire au Circuit de Cagliari. Il dispute ensuite Paris-Nice, dont il gagne la troisième étape. Lors de la première épreuve du championnat d'Italie, le Tour de la province de Reggio de Calabre, il est battu au sprint par Giuseppe Minardi. Il s'impose quelques jours plus tard au Tour de Campanie.
Au Tour d'Italie, Coppi s'empare du maillot rose au premier jour de course, grâce à la victoire de la Bianchi en contre-la-montre par équipes. Souffrant de brûlures d'estomac, il perd onze minutes le lendemain. Il perd encore du temps lors d'étapes suivantes et est sifflé par le public aux arrivées. Son moral est bas, la curiosité croissante de la presse pour sa relation avec la « Dame blanche », Giulia Occhini, le mine. Il retrouve son lustre en gagnant la 20e étape, dans les Dolomites. Il termine à la quatrième place du Giro et gagne le Grand Prix de la montagne.
En juillet, une chute à l'entraînement, due à une roue de secours tombée d'un camion devant lui, lui cause plusieurs blessures et un mois d'inactivité. Il reprend la compétition au Tour de Suisse. Il en remporte deux étapes, dont le contre-la-montre qu'il écrase, et le Grand Prix de la montagne, délaissant le classement général. Au championnat du monde sur route, il chute en fin de course et prend la sixième place. Quelques jours plus tard, il gagne la Coppa Bernocchi en contre-la-montre. En fin de saison, il s'impose au sprint au Tour de Lombardie et gagne avec Riccardo Filippi le Trophée Baracchi en battant le record de l'épreuve.
En 1955, Coppi gagne comme l'année précédente la première course qu'il dispute, le Circuit de Cagliari. Début avril, il domine le Tour de Campanie, arrivant avec 5 minutes d'avance sur le deuxième, Fiorenzo Magni. Il est ensuite deuxième de Paris-Roubaix, où il devance au sprint Louison Bobet. Celui-ci fustige Coppi, qui n'a pas selon lui fourni les efforts nécessaires pour rattraper Jean Forestier, échappé et vainqueur de la course : « Ce traître, ce lâcheur. […] J'ai couru pour gagner mais Fausto n'a couru qu'avec l'intention de me battre. »
Au cours du Tour d'Italie 1955, « plus calme que les autres années », il remporte la 20e étape : il accompagne Magni dans une échappée et collabore avec lui jusqu'à San Pellegrino Terme, où il le bat au sprint. Au classement général, Magni est désormais premier et gagne le Giro le lendemain, avec 13 secondes d'avance sur Coppi. Il est reproché à ce dernier de ne pas avoir tenté de reprendre ces secondes à San Pellegrino. « J'aurais pu le faire, dit Coppi, mais je considérais qu'une telle tactique eût été déloyale puisque Magni, au cours de notre échappée, avait fourni la plus grosse part du travail. »
En septembre, il gagne le Tour des Apennins et les Trois vallées varésines contre-la-montre. À 36 ans, il acquiert son quatrième et dernier titre de champion d'Italie sur route et gagne une troisième fois le Trophée Baracchi avec Riccardo Filippi.

### Dernières années
Coppi voit son début d'année 1956 gâché par le typhus. Il est de ce fait incapable de courir pendant plusieurs mois et son contrat avec Bianchi est suspendu. Il crée alors sa propre équipe, avec pour sponsor le fabricant d'apéritif Carpano. Il reprend la compétition en mai, au Tour du Piémont, qu'il ne termine pas. Au Tour d'Italie, il doit abandonner après qu'une chute lui a causé une entorse à la cheville et un déplacement de vertèbre. De retour en course, il gagne le Grand Prix de Lugano contre-la-montre. En fin de saison, il est deuxième du Tour de Lombardie. Il y est battu au sprint par le Français André Darrigade, qu'il avait fait recruter par Bianchi pour les courses italiennes. Au Trophée Baracchi, Coppi et Filippi sont battus par Darrigade et Rolf Graf.
En mars 1957, Fausto Coppi est victime d'une chute lors du Circuit de Sassari, qui lui cause une fracture du fémur. Il reprend la course en août. En novembre, il obtient sa dernière victoire sur route, au Trophée Baracchi, où il fait équipe avec le jeune Ercole Baldini.
Parti à l'étranger pour pouvoir épouser Giulia, Coppi gagne les Six Jours de Buenos Aires en mars 1958. De retour en Europe, il participe à Paris-Nice, qu'il quitte au lendemain d'une nouvelle chute. La Bianchi l'accueille afin qu'il dispute avec elle son dernier Giro. Il n'en est plus « qu'un pâle figurant » et finit à la 32e place. Grâce à une septième place aux Trois vallées varésines, il obtient sa sélection en équipe d'Italie pour le championnat du monde à Reims. Il y est une aide précieuse dans la conquête du maillot arc-en-ciel par Ercole Baldini.
Coppi est à nouveau privé de courir en début d'année 1959, à cause d'une chute lors du Tour du Levant puis une autre à l'entraînement. Il prend la 44e place d'un dernier Paris-Roubaix en avril. Au Tour d'Espagne, il termine avec ses coéquipiers au troisième et cinquième rang des deux étapes disputées en contre-la-montre par équipes. Il ne termine pas cette course, la dernière par étapes qu'il dispute. Il est quatrième du Grand Prix de Lugano en octobre et cinquième du Baracchi en novembre, avec Louison Bobet. Il annonce s'associer avec Bartali, avec lequel il est réconcilié, pour devenir capitaine de route de l'équipe que celui-ci lance, baptisée San Pellegrino.

### La maladie et la mort
Début décembre 1959, Fausto Coppi est appelé par Raphaël Géminiani pour l'accompagner en voyage en Haute-Volta (aujourd'hui Burkina Faso) à l'occasion de la commémoration du premier anniversaire du statut de colonie autonome. Coppi ne devait pas être du voyage mais la défection de dernière minute de Louison Bobet lui vaut un appel de Géminiani pour lui proposer la place vacante. Selon ce dernier, Coppi est décrit comme heureux à l'idée de revoir l'Afrique, lui qui avait été fait prisonnier en 1943, en Tunisie. Jacques Anquetil, Roger Rivière, Henri Anglade et Roger Hassenforder sont également présents. Ils participent à un critérium à Ouagadougou et à un safari. Coppi est classé deuxième du critérium, gagné par Anquetil.
De retour en Europe le 18 décembre, Fausto Coppi téléphone à Raphaël Géminiani quelques jours avant Noël. Il l'informe de la constitution d'une équipe cycliste prévue pour l'année 1961, et pour laquelle il souhaite que Géminiani fournisse quelques coureurs français. Tous constatent qu'ils ne se sentent pas bien.
Géminiani est pris de tremblements en fin d'après-midi le 25 décembre 1959, suivis d'une très forte fièvre le lendemain. D'abord soigné pour une crise hépatique, puis la jaunisse et la typhoïde, sa température grimpe à 41,6 °C. Le docteur Mora qui s'occupe de Géminiani ne comprend pas ce qui se passe, mais le hasard veut qu'il tombe sur le docteur Bruggière, médecin colonial, de passage à Clermont-Ferrand. Ce dernier demande si Géminiani n'a pas été en Afrique récemment, c'est ce qui le sauve. Une prise de sang permet de diagnostiquer une infection parasitaire par Plasmodium falciparum, autrement dit une malaria mortelle. Ce parasite transmis par la piqûre d'un moustique femelle (anophèle) s'attaque aux globules rouges et faute de traitement, conduit à une mort certaine en huit à dix jours. Les doses massives de quinine qui lui sont administrées sauvent Raphaël Géminiani.
Dès que le mal qui ronge Géminiani est identifié, sa femme et son frère s'empressent de téléphoner chez Fausto Coppi. Malgré les efforts déployés pour expliquer que Coppi a vraisemblablement la même maladie que Géminiani, les médecins italiens avec un mauvais diagnostic continuent de traiter Coppi par des injections de cortisone pour autre chose que la malaria. Fausto Coppi meurt le 2 janvier 1960, à 40 ans, à l'hôpital de Tortona. Il est enterré dans l’église de sa ville natale. Les circonstances de cette mort suscitent l'incompréhension du public et une polémique durant les jours et semaines qui suivent.
En 2002, la presse italienne relaie des rumeurs selon lesquelles Coppi aurait été empoisonné par un Ivoirien voulant venger la mort de son fils, cycliste,,. À l'issue d'une enquête, le tribunal de Tortona confirme la mort de Coppi par malaria.

## La postérité du «campionissimo»

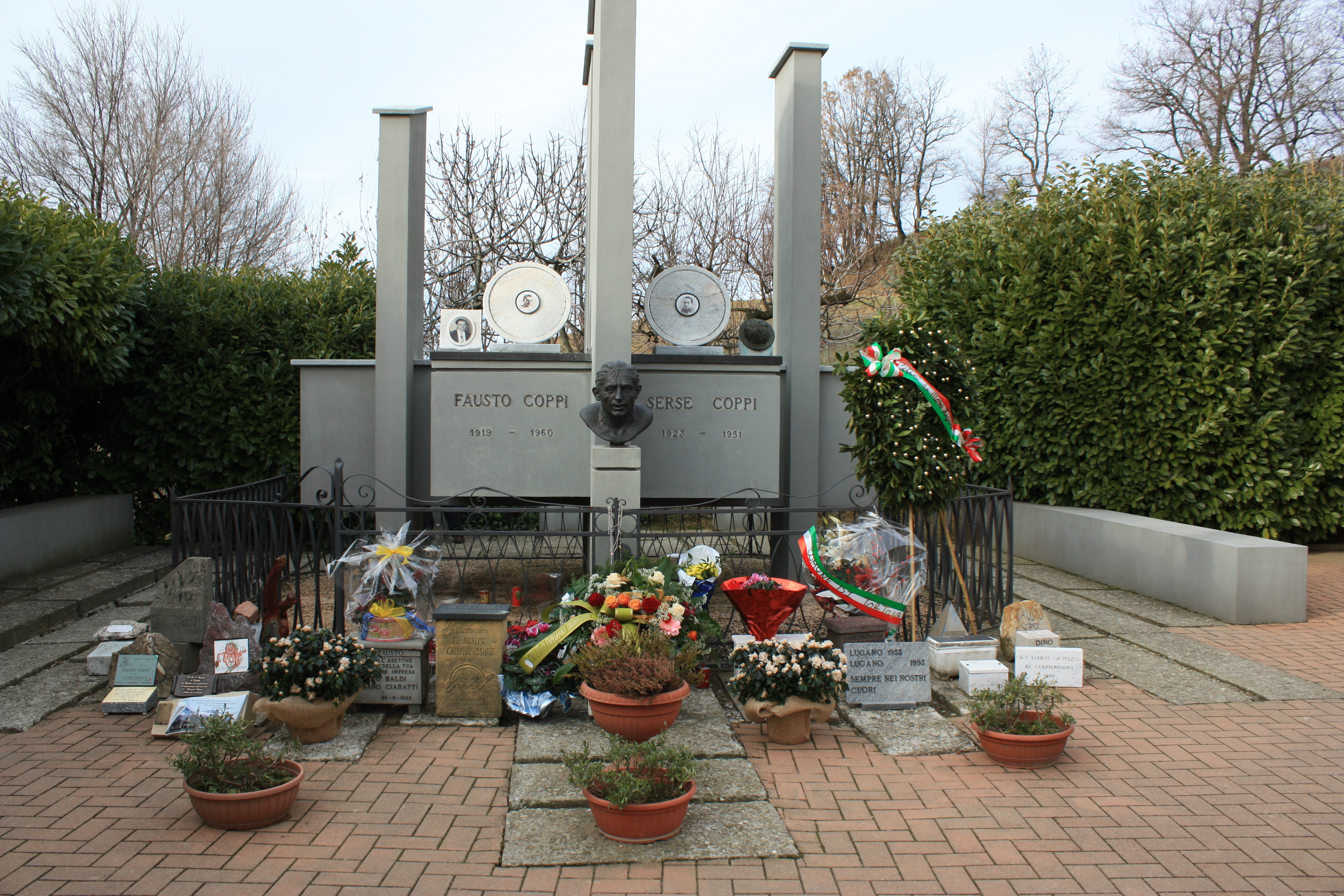
Monument en mémoire de Fausto et Serse Coppi, à Castellania

Avec un total de 118 victoires sur route, dont deux Tours de France, cinq Tours d'Italie, un championnat du monde, cinq Tours de Lombardie, trois Milan-San Remo, un Paris-Roubaix, une Flèche wallonne, ainsi qu'un record de l'heure et deux titres de champion du monde de poursuite, Fausto Coppi est considéré comme l'un des plus grands coureurs de l'histoire du cyclisme. Un « champion fantastique, coureur hors du commun » pour Pierre Chany, « un dieu, un mythe » au « fabuleux palmarès », « tenu par beaucoup comme le plus talentueux cycliste de tous les temps, [il] a bien sûr marqué l'histoire du sport ». Ainsi, Jacques Goddet, directeur du Tour de France de 1937 à 1988 et fondateur du journal L'Équipe, dit : 

« Le numéro un dans les résultats, c'est Eddy Merckx. Il y a pour moi quelqu'un qui est au-dessus de ce numéro un, c'est Fausto Coppi, parce qu'il s'est manifesté dans des conditions qui atteignaient le divin, le surhomme, par sa morphologie, par sa nature physique. »

Le journaliste cycliste et historien de ce sport, Jacques Marchand, créateur du Tour de l'Avenir complète, qu'avec Pierre Chany et Jacques Goddet, ils se réunissaient régulièrement pour évoquer leurs souvenirs: 

« Jacques Goddet proposait des petits jeux de mémoire et nous devions inscrire sur un papier, par exemple, le coureur cycliste qui nous avait le plus impressionné. Résultat? Les trois bulletins portaient le même nom: celui de Fausto Coppi. »

Dans ses Mythologies, Roland Barthes définit ainsi le mythe attaché à Fausto Coppi : 

« Héros parfait. Sur le vélo il a toutes les vertus. Fantôme redoutable. »

Le superlatif italien « campionissimo », utilisé successivement pour désigner Costante Girardengo, Alfredo Binda, Gino Bartali, ne sera plus employé pour aucun autre champion que Coppi après sa mort. Quelques années après sa mort, le gouvernement italien a fait ériger à Castellania un mausolée où reposent Fausto Coppi et son frère Serse. Des stèles honorent sa mémoire au col du Stelvio, au col Pordoi et au col de Larche. En 1965, l'appellation « Cima Coppi » apparaît au Tour d'Italie pour désigner lors de chaque édition le sommet de la course. En 2001, un an après la mort de Gino Bartali, une course à étapes italienne créée en 1984 est rebaptisée Semaine internationale Coppi et Bartali, en hommage à ces deux coureurs. En 2002, Coppi fait partie des coureurs retenus dans le Hall of Fame de l'Union cycliste internationale. Cette année également, un monument en sa mémoire est inauguré à Turin, avec à sa base 21 pierres venant de lieux où Coppi s'est illustré pendant sa carrière. Dans cette même ville, un stade vélodrome (it) porte son nom. En 2010, la poste saint-marinaise émet deux timbres à l'occasion du 50e anniversaire de la mort de Fausto Coppi et du dixième anniversaire de celle de Gino Bartali. Ce diptyque les représente s'échangeant un bidon pendant une course. Le 7 mai 2015, en présence du président du Comité national olympique italien (CONI), Giovanni Malagò, a été inauguré le Walk of Fame du sport italien dans le parc olympique du Foro Italico de Rome, le long de Viale delle Olimpiadi. 100 tuiles rapportent chronologiquement les noms des athlètes les plus représentatifs de l'histoire du sport italien. Sur chaque tuile figure le nom du sportif, le sport dans lequel il s'est distingué et le symbole du CONI. L'une de ces tuiles lui est dédiée.
En mars 2019, le Conseil régional du Piémont approuve le souhait du Conseil municipal de Castellania de renommer le village Castellania Coppi en l'honneur du cycliste, né dans la commune 100 ans plus tôt.

## Morphologie, capacités et style de course
Fausto Coppi mesurait 1,77 m, pour 67 à 68 kg durant la saison cycliste, 72 à 74 kg pendant l'intersaison. Sa silhouette lui a valu le surnom de « héron » (en italien airone). Pierre Chany le décrit ainsi :

« La morphologie de Fausto Coppi s'éloigne on ne peut plus des canons de la plastique. Il présente des jambes démesurément longues, un buste court, une poitrine en forme de tonnelet, des épaules étriquées, des mollets étiques. Ses os paraissent trop lourds, qui saillent sous sa peau, des os fragiles comme du cristal, qui casseront souvent, trop souvent. Cette morphologie le sert merveilleusement. Sous une carrosserie légère et friable - bien que ses masses musculaires au niveau supérieur de la cuisse soient impressionnantes -, il dissimule un moteur de fort cyclindrée, et bénéficie d'une répartition de poids idéale. Dans la vie quotidienne, il fait penser à un échassier, mais il approche de la perfection du style sur sa bicyclette. Au paroxysme de l'effort, son buste reste bien en ligne, ses jambes tournent avec onctuosité, et ses traits figés dans l'indifférence trahissent moins l'effort que l'ennui. »

Coppi avait un pouls de 42 à 44 battements par minute et une « capacité respiratoire normale de 6 litres, qui atteint souvent 6,6 litres, voire 6,7 ». Cette capacité respiratoire importante, considérée comme un avantage, est attribuée à une caractéristique de son thorax : « le diamètre antéro-postérieur est plus important, contrairement à la règle anatomique, que le diamètre transversal. »
Il s'est souvent imposé seul, avec plusieurs minutes d'avance sur ses poursuivants. Selon Pierre Chany, « ses victoires répétées, ses nombreuses et longues échappées solitaires, son goût du panache, le rendent sympathique au public. » Fausto Coppi est réputé n'avoir jamais été rattrapé par ses poursuivants lorsqu'il s'est échappé entre 1946 et 1954. Il regrette cependant sa façon de courir, qualifiant d'« effort insensé » ses longues échappées et ses victoires avec une avance importante. Pour Jean-Pierre de Mondenard, cette débauche d'énergie peut expliquer le rapide déclin de Coppi durant les dernières années de sa carrière.

Le palmarès de Coppi comprend des victoires en montagne, en contre-la-montre, des courses à étapes et des classiques, ainsi que des compétitions sur piste, ce qui fait de lui un coureur complet. Il suscite en cela l'admiration de son principal rival, Gino Bartali : 

« En plaine, je ne rougis pas de l'avouer, pour marcher à son allure j'avais besoin d'être aidé par un autre coureur. Pas lui. Pour Fausto, la victoire était à sa portée dans n'importe quelle course. Ce n'était pas mon cas. Lui était, en tout, complet. »

## Apports de Coppi dans la pratique du sport cycliste: diététique, technique, entraînement, dopage
Fausto Coppi est reconnu pour avoir, par son intérêt pour les évolutions techniques de la bicyclette, la diététique, les méthodes d'entraînement, la médecine sportive, changé l'approche de leur sport par les coureurs cyclistes. Ainsi pour Jacques Augendre, Coppi « inventa le cyclisme moderne et révolutionna un sport empirique pour le transformer en science précise. » Selon Pierre Chany, il « [révolutionne] le cyclisme, et par sa valeur extraordinaire, et par l'étendue de ses recherches dans le domaine de l'entraînement et de la diététique. ».
Pour Jean-Paul Ollivier, la « fièvre de connaissance » de Coppi s'explique par la prise de conscience à la fin de la Deuxième Guerre mondiale « des carences de son organisme, délabré par des années de malnutrition lors de sa captivité en Tunisie », et par sa rivalité avec Gino Bartali. Fausto Coppi prend ainsi souvent conseil au Centre médico-sportif de Milan. Il s'inspire des recommandations de divers diététiciens dont il lit les ouvrages, dont Gayelord Hauser qui, lorsqu'il le rencontre en 1952, découvre que le coureur a amélioré ses méthodes. Soucieux de sa bicyclette, Coppi s'est attaché les services d'un mécanicien, Pinella De Grandi, et adaptait son matériel aux circonstances de courses. « Il fut le premier à utiliser un vélo plus léger, pour les tests contre la montre et, comme il tenait à ce que la communauté cycliste tout entière puisse bénéficier de ses découvertes, il répandait la notion des pommades chauffantes, des cale-pédales, des souliers spécialement étudiés pour la compétition. » Il pousse les fabricants à innover et à améliorer leur matériel et participe à la conception de vêtements « plus élégants et plus fonctionnels. » En matière d'entraînement, il rompt avec l'habitude des longues sorties, « de 8 heures de selle à 25 km/h de moyenne », et leur préfère des séances de 150 à 200 kilomètres à un rythme de compétition.
Les apports de Coppi sont reconnus par ses pairs, tels que Raphaël Géminiani ou Gino Bartali, qui cherchait à connaître les techniques qu'il adoptait (cf infra). Louison Bobet, qui a bénéficié des conseils de Coppi au début de sa carrière, s'est présenté comme un « disciple » de celui-ci : « Maintenant, je sais comment pratiquer mon métier ; Coppi m'a ouvert de nouvelles perspectives. »
Fausto Coppi n'a pas caché durant sa carrière faire usage d'amphétamines, appelées la bomba, « chaque fois que c'était nécessaire. » La lutte antidopage n'existe pas à cette époque. La conscience des effets négatifs et des dangers des amphétamines grandit dans les années 1960 à la suite de plusieurs incidents, parfois mortels. Les premières lois antidopage sont votées en 1965, les premières sanctions interviennent en 1966. Pour Jean-Pierre de Mondenard, Fausto Coppi a joué un rôle important dans la généralisation de l'usage des amphétamines par les cyclistes : « déjà pourvu d'aptitudes cyclistes très au-dessus de la moyenne, [il] a imposé à ses pairs, pour le suivre à vélo, d'adopter les mêmes nouvelles pilules de la performance - les amphétamines. » Rik Van Steenbergen en témoigne : « Le premier dont j'ai su qu'il se dopait fut l'inégalable champion Fausto Coppi […]. À cette époque, on ne jetait pas de hauts cris pour cela. Tous les grands champions après lui ont eu recours au dopage. Ils devaient bien. »

## Coppi-Bartali, ou l'Italie coupée en deux

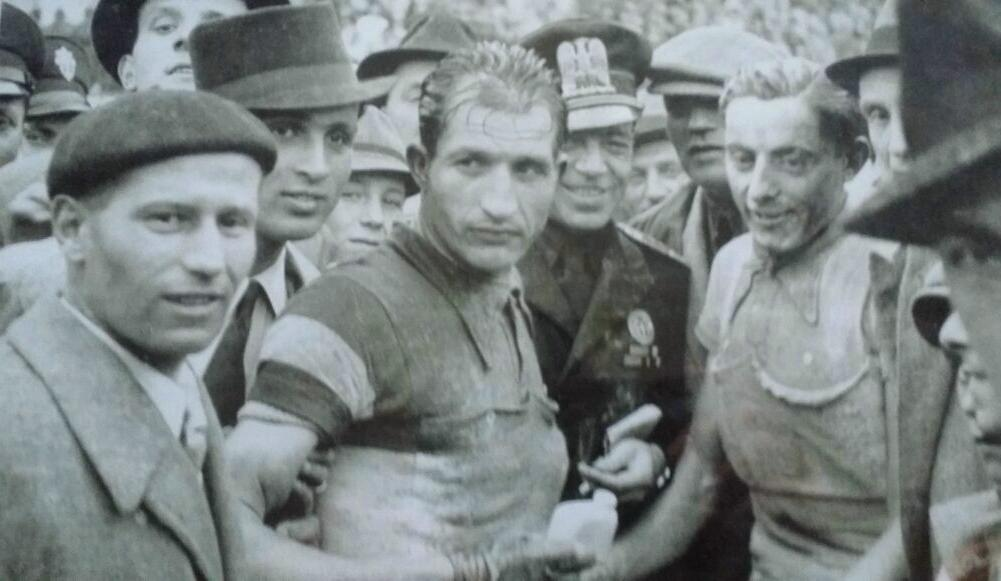
Gino Bartali et Fausto Coppi.

La rivalité entre Gino Bartali et Fausto Coppi apparaît dès les débuts professionnels de ce dernier. Engagé par Legnano comme « domestique » de Bartali pour le Tour d'Italie 1940, il s'impose à sa place, Bartali hors de forme daignant l'aider après avoir songé à abandonner. La Seconde Guerre mondiale interrompt leur carrière. La rivalité réapparaît rapidement avec la victoire de Coppi lors de Milan-San Remo 1946, et « s'exacerbe, […] soigneusement entretenue par la presse ». Elle atteint un sommet au championnat du monde sur route de 1948, lorsqu'ils se neutralisent et abandonnent la course. Leur rivalité rend également difficile la composition de l'équipe italienne pour le Tour de France, dirigée par Alfredo Binda. Elle n'empêche cependant pas des ententes : ainsi ils dominent à deux le Tour de France 1949, s'échappant ensemble en deux occasions, et Coppi permet à Bartali de gagner l'étape le jour de ses 35 ans. La mort de Fausto Coppi en 1960 anéantit le projet de collaboration au sein de l'équipe San Pellegrino, lancée par Gino Bartali avec Coppi pour capitaine de route.
Agacé de la supériorité que Coppi tire en étant le premier à adopter « les progrès de la médécine sportive » et « les perfectionnements du vélo », Bartali s'échine à découvrir ses « secrets » et établit un « plan d'investigation » pour connaître ses découvertes : en course, il descend dans les mêmes hôtels que lui, et fouille sa chambre une fois que Coppi l'a quittée, au risque d'arriver en retard au départ : « Je raflais tous les flacons, bouteilles, fioles, tubes, cartons, boîtes, suppositoires,…[…] J'étais devenu si expert dans l'interprétation de toute cette pharmacie que je devinais à l'avance le comportement que Fausto allait avoir au cours de l'étape. » Lors du Tour d'Italie 1946, il voit Coppi boire dans une fiole et s'en débarrasser en la lançant dans un pré. Il revient la chercher après le Giro et la fait analyser : son contenu se révèle être « un reconstituant de marque française que l'on pouvait couramment acheter sans ordonnance médicale. […] J'en commandai une caisse entière! »
Bartali traque également les faiblesses de Coppi : « Je l'étudiais, le regardais, le scrutais, le passais au crible, longtemps, sans me lasser, avec la volonté forcenée de trouver quelque chose. Tandis que nous roulions dans le peloton, mes yeux, irrésistiblement attirés par ses mollets, ne pouvaient s'en détacher, guettant le moindre indice de ce qui pouvait révéler une faiblesse. Et puis, un jour, ma ténacité reçut sa récompense. […] Dans le creux de son genou droit, une veine se gonflait et apparaissait sur cinq à six centimètres dès que le prenait la toxémie musculaire à laquelle est soumis tout coureur pendant l'effort. […] À ce moment, Fausto devenait vulnérable et sa plastique s'altérait. » Il dit avoir utilisé cette faille lors du Tour d'Italie 1948 : plaçant derrière Coppi son équipier Giovanni Corrieri, il attaque dès que celui-ci lui crie : « La veine ! La veine ! » : « à l'arrivée, Fausto avait 4 minutes de retard,. »
Fausto Coppi et Gino Bartali jouissent tous deux d'une grande popularité durant leur carrière. Celle de Coppi égale celle de Bartali après sa victoire au Tour de France 1949. Marcel Hansenne écrit ainsi dans Le Parisien libéré le 21 juillet 1949 : « Il y a en Italie une religion que je ne soupçonnais pas : celle de Bartali et de Coppi ». Leurs triomphes dans l'après-guerre, en 1948 et 1949, en font des « icônes [de la] reconstruction » italienne.
Outre leur rivalité sportive, les personnalités de Coppi et Bartali révèlent un antagonisme, ainsi décrit par Curzio Malaparte :

« Bartali appartient à tous ceux qui croient aux traditions et à leur immuabilité, à ceux qui acceptent le dogme. Il est un homme métaphysique protégé par les saints. Coppi n'a personne au Ciel pour s'occuper de lui. Son manager, son masseur n'ont pas d'ailes. Il est seul, seul sur sa bicyclette. Il ne pédale pas avec un ange perché sur son épaule droite. Bartali prie en pédalant. Coppi, rationaliste, cartésien, sceptique et pétri de doutes, ne croit qu'au moteur qu'on lui a confié : c'est-à-dire son corps,. »

Leur rivalité illustre la dualité de l'Italie d'après-guerre. Tandis que l'Italie du Nord, qui « aspire à une libération des mœurs » s'identifie à Coppi, engagé dans une relation adultérine et soutenu par une frange plus libérale de la population, le Sud, où l'« on se réfère au dogme de l'Église », adopte Bartali, « le pieux ». Les deux piliers de la vie politique italienne se disputent, en vain, les deux champions : le Parti communiste contacte Coppi pour qu'il soit des leurs aux élections législatives de 1948 et la Démocratie chrétienne tente d'attirer aussi bien Bartali que Coppi,,.

## La «Dame blanche»

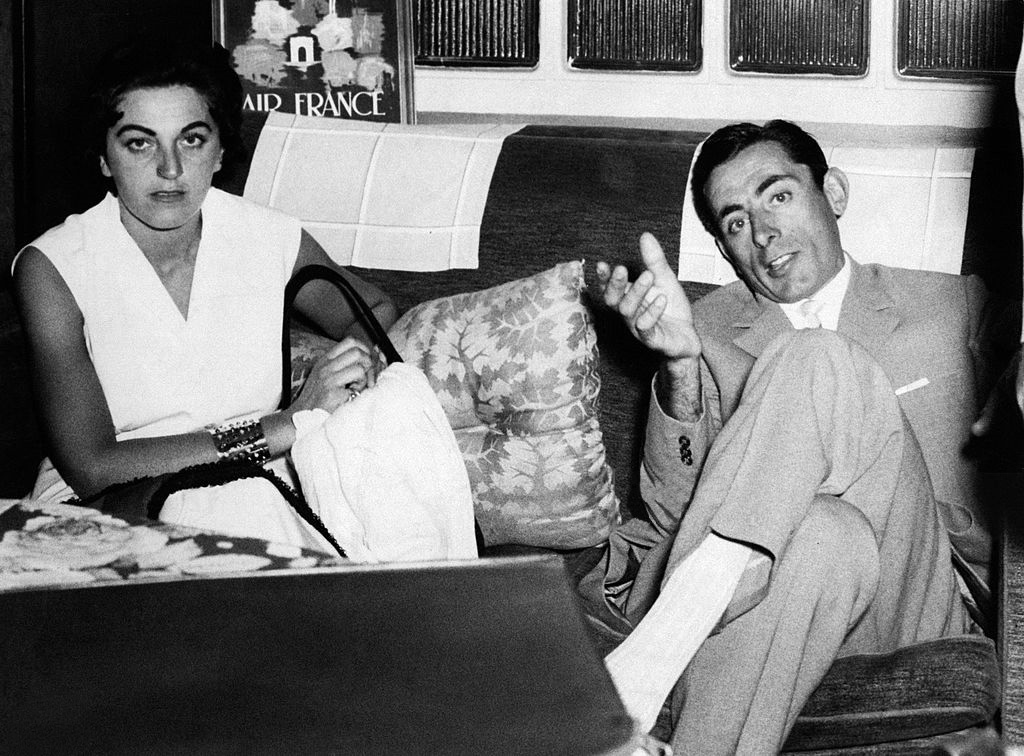
Giulia Occhini et Fausto Coppi en 1954.

Marié en 1945 à Bruna (1921-1979), dont il a une fille née en 1947, Fausto Coppi a fait scandale en Italie en entretenant une relation adultère puis en épousant Giulia Occhini, surnommée « la Dame blanche ». Fausto Coppi rencontre Giulia Occhini lors des Trois vallées varésines en 1948. Elle accompagne son mari, le docteur Locatelli, amateur de cyclisme et admirateur de Coppi. Venue lui demander un autographe, elle développe une admiration fanatique pour Coppi à partir de ce jour. Ils entament une correspondance en 1950, pendant la convalescence suivant sa triple fracture du bassin. Leur relation amoureuse commence en 1953 et éclate à la une des journaux lorsque tous deux quittent leur domicile conjugal, après le Tour d'Italie 1954, et s'installent à la « villa Carla », à Novi Ligure. En 1955, ils sont tous deux condamnés à des peines de prison avec sursis pour abandon de domicile. Coppi régularise leur union en 1958 au Mexique, mais l'acte n'est pas reconnu en Italie. Ils ont un fils, né en Argentine en 1955, prénommé Faustino et qui ne portera jamais officiellement le nom de Coppi.

## Palmarès

### Palmarès par années
Le palmarès de Fausto Coppi atteint les 118 victoires sur route. Sur la piste, Fausto Coppi a couru 95 poursuites, dont certaines sur 10 km, et en a gagné 88. Il a battu le record du monde de l'heure en 1942 (45,871 km/h). Son record, longtemps jugé inaccessible, n'a été battu qu'en 1956 par Jacques Anquetil. En 1949, Fausto Coppi remporte le Challenge Desgranges-Colombo (terminant second du classement en 1952), qui récompensait par addition de points acquis dans les grandes épreuves de la saison le meilleur cycliste sur route de l'année.
| - 1939 - Coppa Caneda - Tour de Penice - Coppa Contessa Carnevale - Giro del Casentino - 2e de la Coppa Bernocchi - 3e du Tour du Piémont - 3e du Tour des Apennins - 1940 - Champion d'Italie de poursuite - Tour d'Italie : - Classement général - 11e étape - 3e des Trois vallées varésines - 1941 - Champion d'Italie de poursuite - Tour de Toscane - Tour de Vénétie - Tour d'Émilie - Trois vallées varésines - Tour de la province de Milan - 5e du Tour de Lombardie - 10e de Milan-San Remo - 1942 - Champion d'Italie de poursuite - Champion d'Italie sur route - Record de l'heure, à Milan : 45,87 km - 1945 - Coppa Salvioni - Coppa Candelotti - Circuit des As - 2e du Tour du Latium - 2e du Tour de la province de Milan - 3e du championnat d'Italie de poursuite - 1946 - Milan-San Remo - Tour de Romagne - 5e, 14e et 15e étapes du Tour d'Italie - Grand Prix des Nations - Tour de Lombardie - Grand Prix de Lugano (contre-la-montre) - Critérium mondial (de Paris) - 2e du championnat d'Italie de poursuite - 2e du Championnat de Zurich - 2e du Tour d'Italie - 1947 - Champion du monde de poursuite - Champion d'Italie sur route - Champion d'Italie de poursuite - Lauréat du Trophée Gentil - Tour de Romagne - Tour d'Italie : - Classement général - 4e, 8e et 16e étapes - 5eb étape du Tour de Suisse (contre-la-montre) - Tour de Vénétie - Grand Prix des Nations - À travers Lausanne - Tour d'Émilie - Tour de Lombardie - 5e du Tour de Suisse - 1948 - Champion d'Italie de poursuite - Milan-San Remo - Tour d'Italie : - Grand Prix de la montagne - 16e et 17e étapes - Trois vallées varésines - Tour d'Émilie - Tour de Lombardie - 2e du Circuit Het Volk - 2e du championnat d'Italie sur route - Médaillé d'argent du championnat du monde de poursuite - 10e du Challenge Desgrange-Colombo - 1949 - Challenge Desgrange-Colombo - Champion du monde de poursuite - Championnat d´Italie sur route - Milan-San Remo - Tour de Romagne - Tour d'Italie : - Classement général - Grand Prix de la montagne - 4e, 11e et 17e étapes - Tour de France : - Classement général - Grand Prix de la montagne - 7e (contre-la-montre), 17e et 20e (contre-la-montre) étapes - Tour de Vénétie - Tour de Lombardie - 2e du championnat d'Italie de poursuite - 2e du Critérium des As - 2e du Tour du Piémont - 3e de la Flèche wallonne - Médaillé de bronze du championnat du monde sur route | - 1950 - Tour de la province de Reggio de Calabre - 1re et 2e étapes de Rome-Naples-Rome - Paris-Roubaix - Flèche wallonne - 2e de Rome-Naples-Rome - 2e du Grand Prix de Lugano (contre-la-montre) - 2e du Trophée Baracchi (avec Serse Coppi) - 3e du Week-end ardennais - 3e du Tour de Lombardie - 4e du Challenge Desgrange-Colombo - 1951 - 6e (contre-la-montre) et 18e étapes du Tour d'Italie - 20e étape du Tour de France - Grand Prix de Lugano (contre-la-montre) - 2e du Tour de Romagne - 2e du Grand Prix des Nations - 3e du Tour de Lombardie - 4e du Tour d'Italie - 7e du Challenge Desgrange-Colombo - 10e du Tour de France - 1952 - Lauréat du Trophée Gentil - Tour d'Italie : - Classement général - 5e (contre-la-montre), 11e et 14e (contre-la-montre) étapes - Tour de France : - Classement général - Grand Prix de la montagne - 7e (contre-la-montre), 10e, 11e, 18e et 21e étapes - Grand Prix de la Méditerranée (it) : - Classement général - 1re et 6e (contre-la-montre) étapes - Grand Prix de Lugano (contre-la-montre) - 2e de Paris-Roubaix - 2e du Challenge Desgrange-Colombo - 3e du Tour d'Émilie - 3e du Trophée Baracchi (avec Michele Gismondi) - 4e du Tour de Romandie - 1953 - Champion du monde sur route - Tour d'Italie : - Classement général - 4e, 11e (contre-la-montre par équipes), 19e et 20e étapes - Bol d'or des Monédières - Trophée Baracchi (avec Riccardo Filippi) - 9e de Milan-San Remo - 1954 - 4ea étape de Rome-Naples-Rome - 3e étape de Paris-Nice - Tour d'Italie : - Grand Prix de la montagne - 1re (contre-la-montre par équipes), 4e et 20e étapes - 2e et 4e (contre-la-montre) étapes du Tour de Suisse - Tour de Campanie - Coppa Bernocchi - Tour de Lombardie - Trophée Baracchi (avec Riccardo Filippi) - 2e de Rome-Naples-Rome - 2e du championnat d'Italie sur route - 2e du Tour de la province de Reggio de Calabre - 4e de Milan-San Remo - 4e du Tour d'Italie - 5e du Tour de Suisse - 6e du championnat du monde sur route - 1955 - Champion d'Italie sur route (Trois vallées varésines) - Tour de Campanie - 5e étape de Rome-Naples-Rome - 20e étape du Tour d'Italie - Tour des Apennins - Trophée Baracchi (avec Riccardo Filippi) - 2e de Paris-Roubaix - 2e du Tour de Romagne - 2e du Tour d'Italie - 2e de Milan-Modène - 3e de Rome-Naples-Rome - 1956 - Grand Prix de Lugano (contre-la-montre) - 2e de la Coppa Bernocchi - 2e du Tour de Lombardie - 2e du Trophée Baracchi (avec Riccardo Filippi) - 1957 - Trophée Baracchi (avec Ercole Baldini) - 3e du Grand Prix de Lugano (contre-la-montre) - 1958 - Six Jours de Buenos Aires (avec Jorge Bátiz) - 1959 - Grand Prix du Progrès de Lyon (avec Ferdinando Terruzzi) |  |

### Résultats sur les grands tours

#### Tour de France

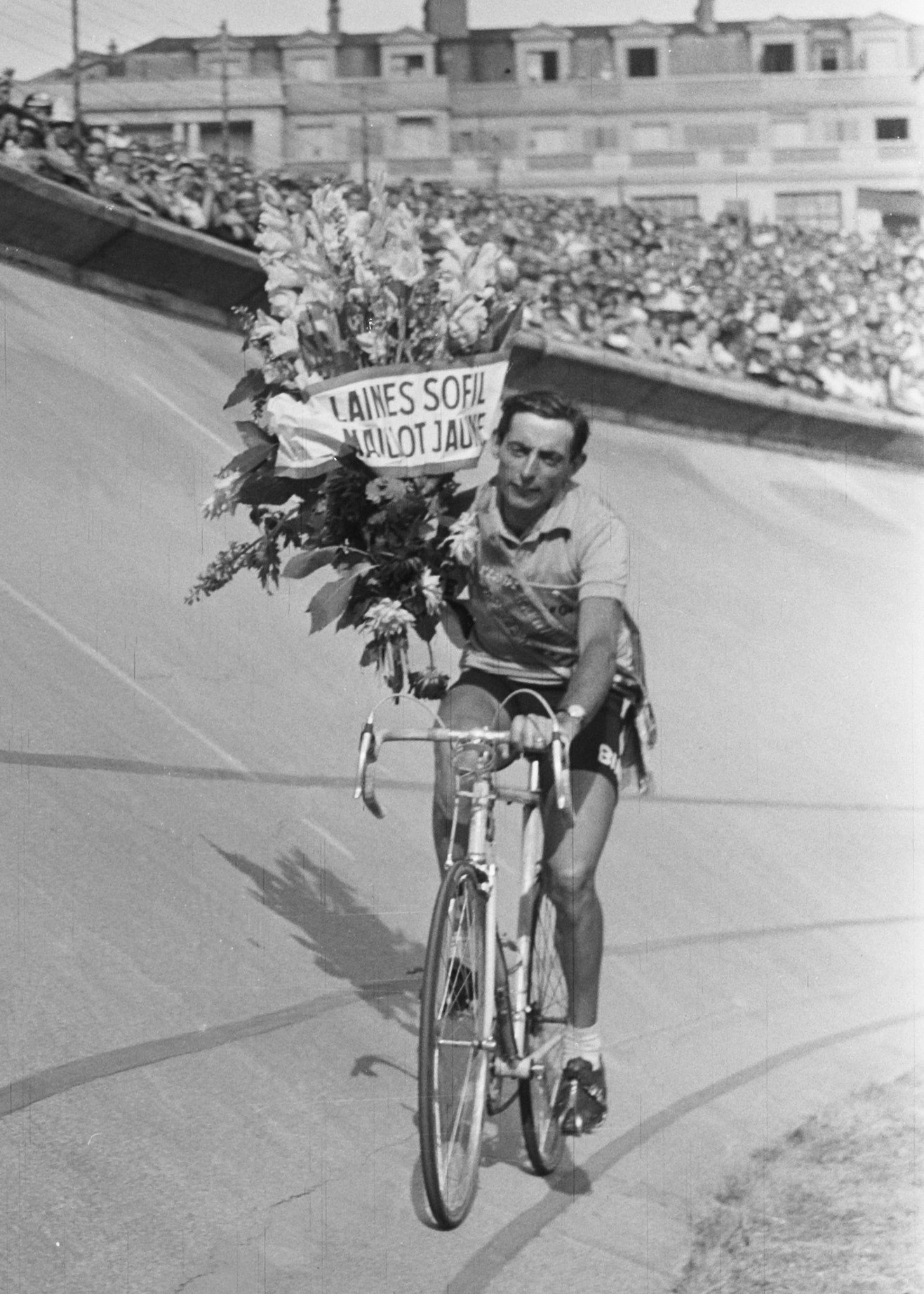
Fausto Coppi à l'arrivée du Tour de France 1952.

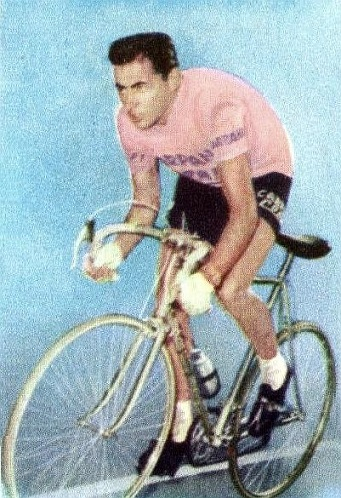
Fausto Coppi en 1952-1953.

Fausto Coppi a participé trois fois au Tour de France avec l'équipe d'Italie. Il l'a gagné deux fois, en 1949 et 1952. Il a également remporté le Grand Prix de la montagne lors de ses deux victoires, et neuf étapes au cours de ses trois participations :
- 1949 :  vainqueur du classement général, du  classement de la montagne et de trois étapes,  maillot jaune pendant 5 jours
- 1951 : 10e du classement général et vainqueur d'une étape
- 1952 :  vainqueur du classement général, du  classement de la montagne et de cinq étapes,  maillot jaune pendant 14 jours

#### Tour d'Italie
En treize participations au Tour d'Italie, Fausto Coppi s'est imposé cinq fois. Il détient ainsi avec Alfredo Binda et Eddy Merckx le record de victoires de cette course. Il s'est en outre classé deux fois deuxième et a gagné trois fois le Grand Prix de la montagne et 22 étapes :
- 1940 :  vainqueur du classement général et d'une étape,  maillot rose pendant 10 jours
- 1946 : 2e du classement général, vainqueur de trois étapes
- 1947 :  vainqueur du classement général et de trois étapes,  maillot rose pendant 4 jours
- 1948 : abandon, vainqueur du  classement de la montagne et de deux étapes
- 1949 :  vainqueur du classement général, du  classement de la montagne et de trois étapes,  maillot rose pendant 3 jours
- 1950 : abandon
- 1951 : 4e du classement général, vainqueur de deux étapes
- 1952 :  vainqueur du classement général et de trois étapes,  maillot rose pendant 11 jours
- 1953 :  vainqueur du classement général et de trois étapes,  maillot rose pendant 2 jours
- 1954 : 4e du classement général, vainqueur du  classement de la montagne et d'une étape,  maillot rose pendant 1 jour
- 1955 : 2e du classement général, vainqueur d'une étape
- 1956 : abandon
- 1958 : 32e du classement général

### Tour d'Espagne
1 participation
- 1959 : non-partant (15e étape)

### Biographies
- Jean-Paul Ollivier, Fausto Coppi : la tragédie de la gloire, Paris, PAC, 1979, 315 p. (ISBN 2-85336-129-2)
- Jean-Paul Ollivier, Fausto Coppi : la gloire et les larmes, Grenoble, Glénat, 2005, 407 p. (ISBN 2-7234-5572-6)
- Pascal Sergent, Les années Coppi-1945-1954, Éditions Alan Sutton, janvier 2008.
- Dominique Jameux, Fausto Coppi : L'échappée belle, Italie 1945-1960, Paris, Denoël, 2003, 248 p. (ISBN 2-207-25510-7)
- Jacques Augendre, Fausto Coppi, Paris, Calmann-Lévy, 1997, 156 p. (ISBN 2-7021-2797-5)
- Pierre Chany, Arriva Coppi : ou les Rendez-vous du cyclisme, La Table ronde, 1960, 261 p. (BNF 32947418)

### Autres ouvrages
- Faustino Coppi et Salvatore Lombardo, Coppi par Coppi - Une autre histoire du Campionissimo. Mareuil éditions. 2017.
- Jean Riverain et Claude Quesniau, Kopa, Coppi… et autres champions, Paris, Editions GP, 1961
- Pierre Lagrue, Le Tour de France : reflet de l'histoire et de la société, Paris, l'Harmattan, 2004, 299 p. (ISBN 2-7475-6675-7), « La rivalité Coppi-Bartali dans l'Italie du divismo »
- 100 ans de Tour de France, l'Équipe en 3 volumes, 756 p., 2002. (consulter Vol.2 sur Coppi)
- Dino Buzzati (trad. Yves Panafieu), Sur le Giro 1949 : le duel Coppi-Bartali, Robert Laffont, 1984, 203 p. (ISBN 2-221-01270-4)
- Jean-Paul Ollivier, Gino le pieux, PAC, 1983, 214 p. (ISBN 978-2-85336-205-4)
- Pascal Sergent, Paris-Roubaix. Tome II, 1943-1990 : chronique d'une légende, Roubaix, Véloclub de Roubaix, 1991, 314 p. (BNF 36162392)
- Pierre Chany, La fabuleuse histoire du cyclisme : Des origines à 1955, Paris, Nathan, 1988, 539 p. (ISBN 2-09-286430-0)
- Pierre Chany, La fabuleuse histoire du Tour de France : livre officiel du centenaire, Genève/Paris, Minerva, 2004, 959 p. (ISBN 2-8307-0766-4)
- Sandrine Viollet, Le Tour de France cycliste : 1903-2005, Paris/Budapest/Kinshasa etc., L'Harmattan, 2007, 256 p. (ISBN 978-2-296-02505-9, lire en ligne)
- Roland Barthes, Mythologies, Seuil, 1957 (ISBN 2-02-000585-9)
- Fausto Coppi, Cambourakis, 2013
Scénario et dessin : Davide Pascutti - 105 p.  (ISBN 9782366240429), [présentation en ligne]
- (it) Claudio Gregori, Coppi contro Bartali : Gli eroi di un ciclismo di altri tempi [« Coppi contre Bartali : Les héros d'un vélo du passé »], Santarcangelo di Romagna (RN), Italie, Diarkos, 2020, 556 p. (ISBN 978-88-3217-674-2, lire en ligne)

 : document utilisé comme source pour la rédaction de cet article.

### Portfolios
- Coppi ne sera plus rejoint, portfolio tiré à 190 exemplaires rassemblant une estampe originale de Jean-Michel Linfort et un texte d'Éric Fottorino numérotés et signés à la main par l’artiste et l'auteur, premier titre de la collection Les Magnifiques, Cristel Éditeur d'Art, 2013

## Hommages
- (214820) Faustocoppi, astéroïde nommé en son honneur.

## Filmographie

### Documentaires
- (it) Il grande Fausto, 1995 [132]
- Jean-Christophe Rosé, Fausto Coppi, une histoire d'Italie, 1996[133]

### Films de fiction
- 1948 : Totò al giro d'Italia de Mario Mattoli, dans lequel Coppi joue son propre rôle[134]
- 1972 : Skandalon de René Kalisky[135]